# Герб Грайворонського району

Герб Грайворонського району Бєлгородської області

Герб Грайворонського району є символом Грайворонського району Бєлгородської області.
Герб міста Грайворон та Грайворонського району затверджено рішенням третьої сесії районної Ради від 20 грудня 1996 року

## Опис
Герб Грайворонського району  — у золотому полі летить вправо чорний ворон з розпростертими крилами. У вільній частині - герб Бєлгородської області.
Герб Грайворона виконаний в традиції, міського герба повітового міста Грайворон затвердженого 25 жовтня 1841 року. Це був щит, поділений навпіл по горизонталі, верхній частині якого був розташований герб губернського міста Курськ, а в нижній частині, на золотому полі зображено ворона, який летів вправо. Крила ворона розташовані діагонально.
Дозволяється відтворення герба Грайворону в одноколірному варіанті, а також без вільної частини з гербом області.
Герб Грайворону є єдиним символом Грайворонського району та міста Грайворон. У разі розмежування органів самоврядування міста та району, герб залишається виключно символом м.Грайворон.